# Белорусский комитет (Варшава)
Белору́сский комите́т (бел. Беларускі камітэт) — белорусская общественно-политическая организация, действовавшая в Варшаве в период 1919—1927 годов.

## Учреждение и руководство
Белорусский комитет был учреждён в сентябре 1919 года, устав комитета утверждён 17 октября 1919 года Министерством внутренних дел Польcкой Республики. В состав руководства вошли Леон Дубейковский (председатель), Гальяш Левчик (секретарь), Ромуальд Земкевич, Я. Натусевич, М. Романович, В. Гриневич и другие.

## Задачи
Согласно уставу, комитет имел право «развивать свою деятельность по всей Польше в рамках культурно-просветительской работы и благотворительности на благо проживающих здесь белорусов». 

## Деятельность
Комитет организовывал лекции, театрализованные и музыкальные вечера для курсантов Белорусской корпусной школы в Варшаве, бывших слуцких повстанцев, оказавшихся в Дорогуском лагере после подавления Слуцкого восстания (1920). Он обратился к польским властям, протестуя против политического и административного притеснения белорусских национальных организаций, против арестов активистов белорусского движения, закрытия белорусских школ, культурно-просветительских кружков и кооперативов. Во время Варшавской операции на советско-польском фронте (1920) оказывал материальную помощь беженцам из Белоруссии. После запрета деятельности Гродненского Белорусского национального комитета в феврале 1921 года он открыл филиал в Гродно, материально поддержал местный белорусский детский приют и гимназию. Усилиями председателя комитета Л. Дубейковского из польской тюрьмы были освобождены Томаш Гриб, Александр Власов и В. Курбский. 
В 1921 году в комитет входили Евгений Ладнов (заместитель председателя), В. Берзин, М. Григорович и другие.
Воспользовавшись отъездом Л. Дубейковского в Вильно и политическим разрывом последнего с Антоном Луцкевичем, Я. Ладнов фактически присвоил себе руководство комитетом и при поддержке некоторых его членов развернул деятельность организации в полонофильском направлении. Он публично выступил «за объединение всех славян через Варшаву, Прагу, Белград и Софию». В 1923—1924 годах Ладнов несколько раз обращался с обвинениями в адрес членов Белорусского посольского клуба и большинства белорусских организаций Вильнюса в связях с мировым масонством и большевистской Москвой. В результате 5 ноября 1924 года Л. Дубейковский сложил с себя полномочия председателя комитета.
После отъезда Я. Ладнова в Германию деятельность комитета остановилась. Восстановлена 15 июля 1925 года сторонниками Белорусского крестьянского союза и беспартийными активистами. В новый состав руководства комитета вошли Л. Бильдзюкевич (председатель), Я. Пачопка (заместитель председателя), М. Григорович (казначей), Г. Левчик, В. Берзин (секретарь), Я. Хапанович, А. Власов, Р. Земкевич и В. Мултан.
Вероятнее всего, комитет прекратил свою деятельность в 1927 году, во время массовых политических репрессий против белорусских политических партий и организаций.